# Антигуа и Барбуда
Антигуà и Барбудà (на английски: Antigua and Barbuda; на испански: Antigua y Barbuda) е островна държава, разположена в източната част на Карибско море, на границата с Атлантическия океан.
Тя е част от Наветрените острови, които са в състава на островната група Малки Антили. Съседи на Антигуа и Барбуда са Гваделупа на юг, Монсерат на югозапад, Сейнт Китс и Невис на запад, Сен Бартелми (Saint Barthélemy), Сен Мартен (Saint-Martin) и Ангуила (Anguilla) на северозапад. Столицата е град Сейнт Джонс.

## История
Първите жители на Антигуа и Барбуда са индиански племена. По-късно островите са заселени от племената араваки и кариби. Христофор Колумб за първи път слиза на остров Антигуа на 11 ноември 1493 г. по време на второата си експедиция, когато му дава това име. Първите селища са основани от испанците и французите, но по-късно островите преминават под британско владичество, като на територията им вече има и състав от друго население. Англия основава колония на остров Антигуа през 1667, когато заселва роби от ирландски произход. Робството на островите е отменено през 1834. Островите получават независимост в рамките на Британската общност през 1981.

## Политика
Като част от Общността на нациите, народът на Антигуа и Барбуда признава Крал Чарлз III за свой законен суверен. Той е представен на острова от генерал-губернатор, но истинската изпълнителна власт е в ръцете на премиер-министъра, който е начело на правителството.
Парламентът се състои от Сенат (17 члена) и Камара на представителите (17 членове). Сенаторите се посочват от генерал-губернатора, а членовете на долната камара се избират от населението за срок от 5 години.

## Административно деление
В административно отношение страната се разделя на 6 енории и 2 зависими територии.
Енории: (на о-в Антигуа)
| - 1 Енория Сейнт Джордж - 2 Енория Сейнт Джон - 3 Енория Сейнт Мери | - 4 Енория Сейнт Пол - 5 Енория Сейнт Питър - 6 Енория Сейнт Филип |  |

Зависими територии:
- Остров Барбуда
- Остров Редонда

## География
Общата площ на страната е 442 km², разпределена на трите главни острова: Антигуа (280 km²), Барбуда (160,5 km²) и Редонда (1,5 km², ненаселен). Общата дължина на бреговата линия е 165 km, която е силно разчленена.
Островите са предимно равнинни, като най-високата точка е връх Обама (до 2009 г. наричан Боги Пийк, но преименуван в чест на Барак Обама) с височина 402 m, разположен на остров Антигуа. Климатът е тропичен, пасатен, горещ, с относително постоянна температура през цялата година. Средните месечни температури се колебаят от 15°С през зимата до 33°С през лятото. Годишната сума на валежите е около 1300 mm. Често явление през есента са опустошителните урагани. Голям проблем за местното население е питейната вода, поради липсата на реки. Използват се артезиански кладенци.
Столицата на страната е град Сейнт Джон, разположен на остров Антигуа, а Кодрингтон (Codrington)е главният град на по-малкия остров Барбуда.

## Икономика
Туризмът е доминиращия отрасъл в икономиката на Антигуа и Барбуда. Около 30% от земята в Антигуа е засята. През последните 30 години земеделския дял във БВП е спаднал от 40% на 12%.

## Население
По-голямата част от жителите на Антигуа и Барбуда са преки потомци на робите, които са използвани за тежката работа по плантациите със захарна тръстика. Останалите жители са потомци на европейци, предимно ирландци, англичани и португалци. Официалният език в страната е английски, но сред местното население е широко разпространено наречието патуа, креолски диалект.
Почти всички жители са християни, като англиканите са най-многобройни (около 44%).

## Международни отношения
Антигуа и Барбуда е член на Общността на Карибските държави, Организацията на обединените нации, Британската общност, Организацията на американските държави, Организацията на източно карибските държави, както и на регионалната система на сигурност на Източнокарибските държави.

## Спорт
Най-популярният спорт в Антигуа и Барбуда е крикетът.